# Comment tout peut s'effondrer
Comment tout peut s’effondrer : petit manuel de collapsologie à l’usage des générations présentes est un essai co-écrit par Pablo Servigne, ingénieur agronome et docteur en biologie, et Raphaël Stevens, expert en résilience des systèmes socioécologiques, édité en avril 2015, réédité en 2021. Les auteurs analysent les ressorts d’un possible effondrement de notre civilisation thermo-industrielle. 
C'est dans cet ouvrage que les auteurs créent le néologisme collapsologie, qui entrera cinq ans plus tard dans le dictionnaire.

## Résumé
Les auteurs, outre de dresser un état des lieux de la situation économique et biophysique de la planète, s'attachent à montrer une vue d'ensemble de ce à quoi pourrait ressembler un effondrement, de comment il pourrait se déclencher et de ce qu'il impliquerait(...) pour les générations présentes. En s’appuyant sur des exemples de sociétés aujourd’hui disparues, ils nous montrent comment un système bio-socio-économique qui semblait voué à une extension éternelle peut, très rapidement, par une conjonction de phénomènes simultanés et dépendants, se retourner vers une décroissance extrêmement brutale qui peut aller jusqu’à sa disparition.
Les auteurs s’attachent à montrer la différence entre des frontières et les limites. « Les limites sont physiques et ne peuvent pas être dépassées. Les frontières peuvent être franchies, à nos risques et périls ». Afin de faciliter la compréhension, ils utilisent la métaphore de la voiture. La voiture, c’est la civilisation thermo-industrielle actuelle. Celle-ci accélère de manière exponentielle, c’est la croissance. Or, la voiture est limitée par la taille de son réservoir : le pic pétrolier, le pic des métaux et des ressources en général. Et selon eux, désormais on roule sur la réserve. On ne peut pas aller au-delà des limites de notre monde physique. Par ailleurs, la voiture roule dans un monde réel, le système terre, qui dépend du climat, de la biodiversité, des écosystèmes... « Neuf frontières vitales ont été identifiées : le climat, la biodiversité, l’affectation des terres, l’acidification des océans, la consommation d’eau douce, la pollution chimique, l’ozone stratosphérique, le cycle de l’azote et du phosphore et la charge en aérosols de l’atmosphère. Sur ces neuf seuils, quatre ont déjà été dépassés, avec le réchauffement climatique, le déclin de la biodiversité, la déforestation et les perturbations du cycle de l’azote et du phosphore » et ils évoquent les zones mortes des océans, la déforestation qui se poursuit un  peu partout dans le monde à un rythme insoutenable. Et de poursuivre la métaphore de la voiture, pour eux, c’est clair, nous sommes sorti de la route, nous avons transgressé les frontières. Mais alors que notre survie nous exhorte de freiner et de changer de cap, nous continuons d’accélérer, nous nous engouffrons dans une descente chaotique à l’aveugle. Et ils concluent par le fait que le crash semble alors inévitable. Mais pourquoi alors ne pas tourner le volant ? Parce que la direction est bloquée. Nous sommes victimes de la structure même de notre système d'innovation qui de façon complexe installe le verrouillage sociotechnique.

## Contexte
Face aux diverses crises auxquelles la civilisation industrielle est confrontée (crises financières, énergétiques, minérales, climatiques, de la biodiversité…), il y avait beaucoup de livres spécialisés dans tel ou tel sujet mais pas d’approche interdisciplinaire, ce livre prétend combler ce manque. C’est en découvrant l’inextricable relation de tous nos biens, dont notre nourriture, avec le pétrole, et l’interdépendance de tous les phénomènes tels que réchauffement du climat avec l’économie, pouvant réagir de manière abrupte et imprévisible lorsque des seuils sont dépassés, que l'idée de l'effondrement s'est imposée aux auteurs. À force de lire toutes ces données, l'idée que des catastrophes puissent survenir, s'installe. Toutes ces crises sont interconnectées, s'influencent et se nourrissent.
Des experts avaient déjà perçu, vers 1970, une forte probabilité d’effondrement de notre société entre 2010 et 2030. Les auteurs montrent que le déroulement des événements, sur les quatre décennies qui ont suivi, tendent à leur donner raison.

## Chapitres
L'ouvrage se présente en 3 parties précédées d'une introduction et suivi d'une postface de l'ancien ministre de l'écologie Yves Cochet.
Introduction : il faudra bien aborder le sujet un jour

### 1repartie:Prémices d'un effondrement
- 1 - l'accélération du véhicule
- 2 - l'extinction du moteur (les limites infranchissables)
- 3 - la sortie de route (les frontières franchissables)
- 4 - la direction est-elle bloquée ?
- 5 - coincés dans un véhicule de plus en plus fragile

+ bilan de la 1re partie

### 2epartie:Alors c'est pour quand?
- 6 - des difficultés d'être futurologue
- 7 - peut-on détecter des signaux avant-coureurs ?
- 8 - que disent les modèles

### 3epartie:Collapsologie
- 9 - une mosaïque à explorer
- 10 - et l'humain dans tout ça ?

Conclusion : la faim n'est que le début

## Seconde édition
Les auteurs ont complété la première édition d'une préface et d'une seconde postface. Cette préface revient sur la réception de la première édition et décrit la naissance du mouvement « collapso ». La postface est une mise à jour de l'état des lieux « six ans après. »

### Six ans après
Si les auteurs recensent quelques avancées (notamment l'émergence d'une prise de conscience populaire ; l'amélioration du TRE des énergies renouvelables et la décroissance de celui des énergies fossiles), le bilan est globalement très sombre.
Depuis l’écriture de ce livre, l’actualité récente (accélération du réchauffement climatique, Brexit, polarisation politique aux États-Unis (en), montée de régimes autoritaires et/ou de partis extrémistes en Europe, fanatismes religieux, sans parler des tout récents mouvements de contestation de la démocratie représentative en France, pandémie de Covid-19), sont autant de faits annonciateurs d’une mutation cataclysmique de notre monde à une échéance non datable, mais suffisamment proche pour que les générations actuelles la vivent.
Selon les auteurs, l’effondrement semble non seulement inéluctable, mais il a même débuté. En prendre conscience et agir en conséquence, c’est déjà préparer le monde d’après.

### Préface: de la collapsologie au mouvement «collapso»
Cette section ne s'appuie pas, ou pas assez, sur des sources secondaires ou tertiaires indépendantes du sujet.

Pour l'améliorer, ajoutez-en, ou placez des modèles {{Source secondaire souhaitée}} ou {{Source secondaire nécessaire}} sur les passages mal sourcés. (janvier 2024)
Dans la préface de la seconde édition (mai 2021) « La collapsologie, un phénomène non linéaire », les auteurs commentent la réception de la première édition (2015).
« Dès les premiers jours de sa publication, et pendant trois ans, le livre a reçu un écho constant et très favorable des lecteurs et des scientifiques, ainsi qu'une bonne presse, discrète, mais intéressée, curieuse et rigoureuse (L'Écho, Les Échos, Le Soir, La Vie, Le Canard enchaîné, Mediapart, Libé, Bastamag, Reporter, France Culture, RTS, RTBF, etc.). En trois ans, il est lentement mais sûrement devenu un petit best-seller remarqué dans les milieux écolos et intellos. »
À partir de l'été 2018, une série d'évènements (démission de Nicolas Hulot, risque de « planète étuve », nouveau rapport spécial du GIEC, …) mettait l'effondrement sur le devant de la scène.
« À partir de là, Le Monde en a fait un sujet, et, effet de seuil oblige, la pression médiatique n'est plus redescendue, charriant un flot de critiques aussi bien positives que négatives, mais surtout de plus en plus irrationnelles. Beaucoup d'influenceurs et d'éditorialistes ne prenaient plus vraiment la peine de décortiquer les discours, il fallait juste donner son avis sur la fin du monde (qui a « existé de tout temps », c'est bien connu), multipliant ainsi les caricatures et les malentendus, occultant les discours plus complexes et plus sérieux, précisément ceux que nous avions voulu favoriser avec Comment tout peut s'effondrer. »
« On peut dire qu'à partir de la fin de 2018 un mouvement « collapso » naissait sous nos yeux, un mouvement pluriel qui nous avait échappé, comme le monstre de Frankenstein (et c'est très bien comme ça !). »

## Réception
Après un démarrage en douceur de la 1re édition, le livre est devenu un véritable phénomène de librairie qui dépasse les 100 000 exemplaires vendus. Il est un best-seller dans le domaine de la collapsologie et des risques d'effondrement.
En septembre 2023, paraît un livre Rien n'est joué; la science contre les théories de l'effondrement  de Jacques Lecomte qui critique point par point la plupart des arguments de Comment tout peut s'effondrer en les considérant partiels, orientés, faisant dire aux sources scientifiques souvent l'inverse de ce qui est mentionné, et parfois, s'appuyant sur des informations erronées,.
Ce dernier livre ne rencontra que très peu d'écho.